# Politica di Nauru
Dal punto di vista politico, l'isola di Nauru è una repubblica parlamentare, il cui presidente detiene il potere esecutivo ed è capo del governo. Il potere legislativo è avocato al parlamento e al consiglio dei ministri. La giustizia, secondo il principio della separazione dei poteri, è amministrata in modo indipendente.

## Situazione politica

### Introduzione
L'economia di Nauru si è storicamente basata sull'estrazione di fosfato, le cui vastissime riserve furono scoperte nel 1906 e consentirono all'isola di mantenere un altissimo tenore economico per tutto il XX secolo. Verso la fine del secolo, il progressivo esaurimento delle riserve minerarie ha posto ai governanti dell'isola l'ineludibile sfida a trovare nuove risorse per garantire stabilità economica al piccolo stato.

### Paradiso fiscale
Uno dei primi tentativi di assicurare al paese un buon afflusso di risorse fu la trasformazione dell'isola in un paradiso fiscale per società offshore, nella speranza di imitare il successo di stati come le Bahamas.
Verso la fine del XX secolo, tuttavia, il controllo sulle attività finanziarie site in paradisi fiscali era diventato sempre più stringente. Nauru, giunta in ritardo nel campo della finanza offshore, si trovò quindi in condizioni di grave svantaggio.
Nel dicembre 1999 quattro grandi banche internazionali bloccarono le transazioni monetarie da e per Nauru e il Dipartimento di Stato degli Stati Uniti d'America emise un rapporto contro Nauru, identificata come centro di riciclaggio di denaro sporco a beneficio di varie attività criminali.

### Ambiente
Un secolo di attività minerarie ha lasciato tracce profonde sul territorio dell'isola. Regno Unito, Australia e Nuova Zelanda furono i primi responsabili dell'estrazione intensiva del fosfato, condotta senza alcun rispetto per l'ambiente, depauperando ed inquinando una larghissima estensione superficiale.
Nauru, una volta acquisita l'indipendenza nel 1968, dovette far fronte da sola a questi annosi (e costosi) problemi: più volte furono avanzate richieste di risarcimento ai tre stati succitati, tutte puntualmente respinte. Nel 1993 fu infine presentato un ricorso alla Corte penale internazionale dell'Aia, nel quale fu richiesto un indennizzo di 73 milioni di dollari USA a carico dei tre paesi. Il ricorso fu poi ritirato a seguito di un accordo con Regno Unito, Australia e Nuova Zelanda, che si impegnarono a pagare la somma richiesta.
La penuria di terra coltivabile e di generi di prima necessità e l'esaurimento delle riserve di fosfato rendono Nauru quasi completamente dipendente dalle importazioni per soddisfare i propri fabbisogni.

### Politica estera
Nauru è membro del Commonwealth e delle Nazioni Unite.
Dal punto di vista delle relazioni diplomatiche, dal 1980 Nauru riconosce la Repubblica di Cina (meglio nota come Taiwan) come Stato sovrano e come legittima autorità nazionale della Cina intera (non riconoscendo pertanto il governo della Repubblica Popolare Cinese). Nel corso degli anni, il governo taiwanese ha infatti stretto rapporti diplomatici con vari stati del Pacifico, in modo tale da evitare l'isolamento di fronte alla politica della Cina unita propugnata dalle autorità di Pechino (che rivendicano Taiwan come parte integrante del loro territorio). In cambio, Taiwan offriva aiuti economici ai rispettivi stati
Nel luglio 2002, Nauru accettò di stringere rapporti diplomatici con Pechino, che offrì in cambio 150 milioni di dollari USA per sostenere l'economia isolana. Di conseguenza le autorità taiwanesi chiusero la loro ambasciata a Yaren e interruppero le relazioni con l'isola.
Nell'aprile 2005, durante una visita di Stato alle Isole Marshall, il presidente taiwanese Chen Shui-bian ebbe modo di parlare col presidente nauruano Ludwig Scotty e lo convinse a tornare sui suoi passi. Il 14 maggio successivo furono firmati i trattati che segnarono la riapertura delle relazioni diplomatiche tra i due paesi. Di riflesso, il 31 maggio le autorità di Pechino chiusero le relazioni diplomatiche con l'isola.

### Crisi di governo
Nauru è caratterizzata da una grande instabilità politica, con varie crisi di governo. Nessuna di esse ha tuttavia portato minacce alla pace interna; le transizioni tra un esecutivo e il successivo si sono sempre svolte pacificamente e con libero voto parlamentare.

#### La situazione politica dal 2003 in poi
Nel maggio 2003, dopo che nei 5 anni precedenti per sette volte René Harris e Bernard Dowiyogo si erano avvicendati alla presidenza e dopo il breve mandato di Derog Gioura, il parlamento votò Ludwig Scotty come nuovo presidente, con 10 voti contro i 7 di Kinza Clodumar. Scotty tenne il potere solo fino a agosto 2003, quando fu sfiduciato dal parlamento. René Harris gli subentrò alla presidenza.
Al contempo, nelle elezioni parlamentari di maggio 2003, il partito Nauru First conquistò tre seggi, mentre gli altri 15 andarono a membri indipendenti.
Nel giugno 2004 Ludwig Scotty, da aprile speaker del parlamento, a seguito di un'ennesima sfiducia parlamentare occorsa a René Harris (che aveva contratto gravi debiti con la General Electric, la quale per tutta risposta aveva fatto pignorare dei beni statali), tornò alla presidenza della Repubblica. A seguito della sua ri-ascesa al potere, il parlamento non riuscì ad accordarsi sul nome del nuovo speaker: si aprì quindi una nuova fase di crisi politica, mentre le finanze statali erano sempre più dissestate.
A metà 2004 il governo australiano intervenne inviando aiuti per "tamponare" la crisi economica nauruana. Uno studio australiano pubblicato ad agosto suggerì che Nauru avrebbe dovuto seriamente considerare l'ipotesi di sacrificare la propria indipendenza per diventare territorio australiano, invocando al contempo pesanti ed incisive riforme amministrative.
Scotty, rieletto presidente nel 2004, fu poi sfiduciato il 19 dicembre 2007; gli succedette Marcus Stephen, che si dimise a novembre 2011 lasciando il posto a Freddie Pitcher. Il deputato di Nauru First Sprent Dabwido riuscì poi a far passare una mozione di sfiducia contro Pitcher e a farsi eleggere presidente.
A seguito delle elezioni parlamentari 2013, Dabwido perse la maggioranza a suo sostegno e non si ricandidò; al suo posto fu eletto Baron Waqa.

## Potere esecutivo
Il presidente della repubblica è eletto dal parlamento tra i suoi membri; egli è al contempo capo dello stato e capo del governo (in questa veste forma un consiglio dei ministri composto da 5 o 6 membri).

## Potere legislativo

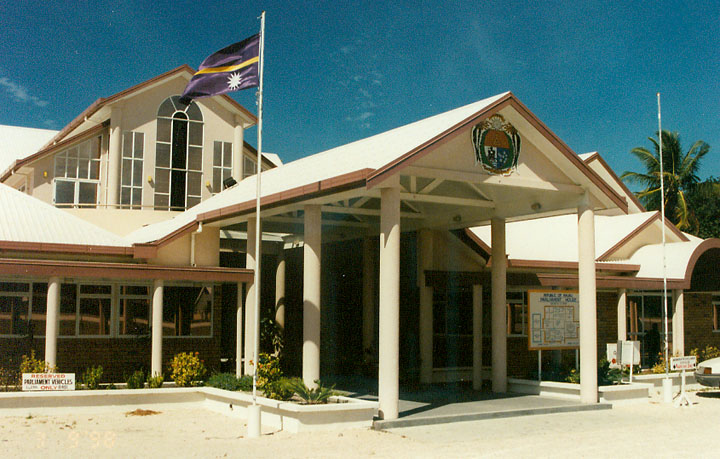
La sede del parlamento di Nauru.

Il potere legislativo spetta al parlamento di Nauru, che è composto da 19 membri eletti a suffragio universale diretto (il voto è obbligatorio per tutti i cittadini che hanno compiuto 20 anni). I parlamentari vengono eletti su base circoscrizionale: ogni distretto dell'isola nomina 2 deputati, eccetto Ubenide, che ne esprime 4, e Meneng, che ne designa 3.

### Partiti politici
A Nauru vige un sistema multipartitico, ma i partiti rivestono scarsa importanza nella vita politica locale: le differenze ideologiche sono minime e alle elezioni buona parte dei candidati si presenta come indipendente. Non di rado le alleanze di maggioranza e opposizione sono dettate da simpatie personali o legami familiari Tra i partiti principali che sono stati attivi a Nauru si citano il Nauru Party, il Partito Democratico, Nauru First e il Partito del Centro.

### Elezioni
Le elezioni parlamentari si tengono generalmente ogni tre anni. Hanno il diritto di voto tutti i cittadini nauruani che hanno superato i 20 anni d'età.

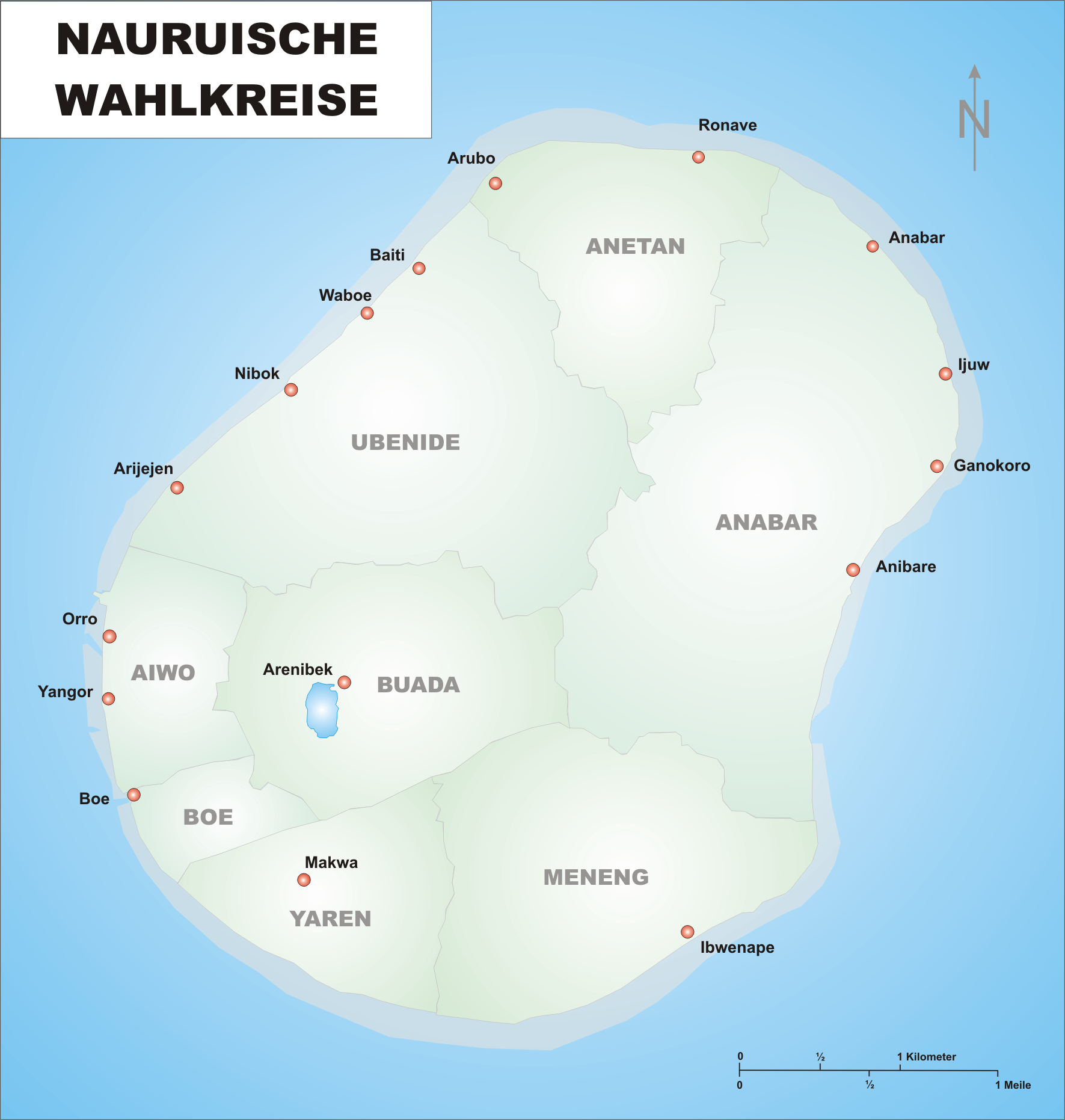
Circoscrizioni elettorali

Per l'elezione dei 19 membri al parlamento nazionale sono contemplate 8 circoscrizioni elettorali; ogni circoscrizione è composta da un numero variabile di distretti.
| Mappa | Circoscrizione | Distretto/i                     | Seggi | Superficie (km²) | Popolazione (2007) |
| ----- | -------------- | ------------------------------- | ----- | ---------------- | ------------------ |
|       | Aiwo           | Aiwo                            | 2     | 1                | 1.108              |
|       | Anabar         | Anabar, Anibare, Ijuw           | 2     | 5,69             | 990                |
|       | Anetan         | Anetan, Ewa                     | 2     | 2,17             | 849                |
|       | Boe            | Boe                             | 2     | 0,66             | 808                |
|       | Buada          | Buada                           | 2     | 2,66             | 731                |
|       | Meneng         | Meneng                          | 3     | 2,88             | 1.882              |
|       | Ubenide        | Baiti, Denigomodu, Nibok, Uaboe | 4     | 4,74             | 4.220              |
|       | Yaren          | Yaren                           | 2     | 1,5              | 836                |
|       | Totale         |                                 | 19    | 21,3             | 11.424             |

## Potere giudiziario
Nonostante la scarsa estensione territoriale, Nauru ha un sistema di amministrazione della giustizia piuttosto complesso. Il massimo organo giudiziario è la Corte Suprema, presieduta dal Giudice Capo, che si occupa di giudicare le controversie inerenti l'applicazione della Costituzione. Al di sotto di essa si trova la Corte d'appello, che in teoria costituisce il massimo organo deputato ad esprimersi sulla giustizia ordinaria. Le sue decisioni, che non possono essere invalidate dal parlamento, possono tuttavia essere impugnate con un ricorso alla High Court of Australia (la Corte Suprema australiana). I gradi di giudizio basilari sono la Corte Distrettuale e la Corte Familiare, presiedute da un magistrato che siede altresì nella Corte Suprema. Vi sono altresì due tribunali speciali: il Public Service Appeal Board e il Police Appeal Board, entrambi presieduti dal già citato Giudice Capo.

## Amministrazione locale
Nel 1992 è stato creato il Nauru Island Council (NIC - Consiglio dell'isola di Nauru), a base elettiva, che si occupa di porre all'attenzione del governo nazionale le istanze delle amministrazioni distrettuali. Chi ne fa parte non può al contempo sedere in parlamento.
Un capitolo a parte è costituito dalle norme sulla proprietà terriera: tutti gli appezzamenti di terra dell'isola sono di proprietà di singoli o famiglie nauruane; il governo o entità terze (come le società), se vogliono usufruirne, devono accordarsi con i proprietari e pagare loro un canone d'affitto. Ai non-nauruani è proibito possedere terre sull'isola.

## Difesa e forze dell'ordine
Nauru non dispone di un esercito proprio: la difesa dell'isola è avocata alle forze armate australiane. Lo stato dispone di un piccolo corpo di polizia, che si occupa di garantire l'ordine pubblico e la sicurezza interna.